# Colwelliaceae
Famille
Les Colwelliaceae forment une famille de bactéries à Gram négatif, du phylum des Pseudomonadota. Cet ordre est contient les bactéries des genres Colwellia, Thalassomonas et Litorilituus entre autres.

## Taxonomie

### Étymologie
La famille Colwelliaceae a été nommée ainsi d'après le genre type qui lui a été assigné, Colwellia. Son étymologie est la suivante : Col.wel.li.a’ce.ae N.L. fem. n. Colwellia, genre type de cette famille; L. fem. pl. n. suff. -aceae, suffixe utilisé pour nommer une famille; N.L. fem. pl. n. Colwelliaceae, la famille des Colwellia,.

### Historique
La famille Colwelliaceae été décrite en 2004 par regroupement dans une même famille des genres de Protéobactéries Colwellia et Thalassomonas du fait de l'homologie de leurs séquences nucléotidiques en ARNr 16S. Cette même étude considère le genre Idiomarina comme trop éloigné pour faire partie de la même famille que les Colwellia. En 2005, lors de la description de l'ordre Alteromonadales dans le Bergey's Manual, la famille Alteromonadaceae y est intégrée comme unique famille de cet ordre et la même année dans la liste des nouveaux noms n°106 séparée en plusieurs familles dont les Colwelliaceae.

### Liste des genres
Genres décrits de manière valide
Selon la LPSN (5 juin 2025), la famille des Colwelliaceae compte six genres publiées de manière valide :
- Colwellia, genre type depuis la description de la famille en 2004[1].
- Litorilituus depuis 2013
- Piscinibacterium depuis 2016
- Pseudocolwellia Liu et al. 2021
- Thalassomonas depuis la description de la famille en 2004[1].
- Thalassotalea depuis 2014

Genres synonymes
Deux genres ont ont été débattus récemment, Cognaticolwellia et Pseudocolwellia genre décrit en 2020. Ce dernier, considéré un temps comme synonyme de Colwellia, a été validé en 2022 avec date de création établie à 2021, la famille des Colwelliaceae compte six genres publiées de manière valide :
- Cognaticolwellia genre décrit en 2020[7] dont le nom est pour l'instant considéré comme synonyme de Colwellia

## Description
Lors de sa description de 2004, la famille Colwelliaceae est composée de bactéries à Gram négatif avec des bacilles à morphologie incurvée et mobiles bien que quelques espèces semblent non mobiles. Ces bacilles ne forment pas d'endospores ni de kystes. La majeure partie des bactéries de cette famille sont des chimioorganotrophes anaérobies facultatifs nécessitant des ions sodium pour leur croissance.